# Spathoglottis philippinensis
Spathoglottis philippinensis là một loài thực vật có hoa trong họ Lan. Loài này được Lubag-Arquiza mô tả khoa học đầu tiên năm 2006.